# Club de Deportes Santiago Wanderers
El Club de Deportes Santiago Wanderers és un club de futbol xilè de la ciutat de Valparaíso. Va ser fundat el 15 d'agost de 1892. Adoptà el nom de Santiago Wanderers a causa que en aquells moments ja existia un club anomenat Valparaíso Wanderers. Actualment és el club més antic, en actiu, de Xile. Disputa els seus partits a l'Estadi Elías Figueroa Brander amb capacitat per uns 18.500 espectadors.

## Palmarès
- 3 Lliga xilena de futbol: 1958, 1968, 2001
- 2 Copa xilena de futbol: 1959, 1961
- 2 Lliga xilena de segona divisió: 1978, 1995

## Evolució de l'uniforme
| (1892) | (1900) | (1900 - 1905) | (1908 - 2006) |

## Jugadors destacats
| - Héctor Aldea - Francisco Arancibia - Jean Pierre Bonvallet - Claudio Borghi - Alejandro Carrasco - Marcelo Corrales - Silvio Fernández Dos Santos - Elías Figueroa - Mark González - Mario Griguol - Jaime Grondona - Pablo Lenci - Juan Carlos Letelier - Roberto Luco - Omar Enrique Mallea - Sergio Marchant | - Carlos Molina - Luis Oyarzún - Guillermo Páez - David Pizarro - David Reyes - Héctor Robles - Franco Salinas - Michael Silva - Mariano Sorrentino - Guillermo Subiabre - Cristián Tapia - Rodrigo Valenzuela - Álex Varas - Marcelo Vega - Mario Vener - Juan Francisco Viveros - Anderson Silva |